# Scyra
Scyra is een geslacht van kreeftachtigen uit de klasse van de Malacostraca (hogere kreeftachtigen).

## Soorten
- Scyra acutifrons Dana, 1851
- Scyra compressipes Stimpson, 1857
- Scyra tuberculata Yokoya, 1933